# Polyrhachis cryptoceroides
Polyrhachis cryptoceroides é uma espécie de formiga do gênero Polyrhachis, pertencente à subfamília Formicinae.